# Sophie Ryckeboer-Charrier
Sophie Ryckeboer-Charrier, née le 25 novembre 1964 à Vron, est une footballeuse française évoluant au poste de défenseur.

## Carrière

### Carrière en club
Sophie Ryckeboer-Charrier joue au SC Abbeville de 1979 à 1981 avant de rejoindre l'AS Étrœungt où elle reste jusqu'en 1985 ; elle y est finaliste du championnat de France 1981-1982. Après un passage en Belgique au Cercle Bruges KSV de 1985 à 1987, elle évolue au FCF Hénin-Beaumont de 1987 à 1989, s'inclinant en finale du championnat de France 1987-1988. Elle termine sa carrière à la VGA Saint-Maur de 1989 à 1990.

### Carrière en sélection
Sophie Ryckeboer-Charrier compte quarante-et-une sélections en équipe de France entre 1980 et 1990.
Elle reçoit sa première sélection en équipe nationale le 28 juin 1980, en amical contre la Suède (match nul 2-2). Elle joue son dernier match le 11 mars 1990, en amical contre les Pays-Bas (défaite 0-1).

## Après sa carrière sportive
Elle est devenue professeure de sport au collège Jean Racine à Saint-Georges-sur-Loire[réf. nécessaire].